# Arthur Wood
Arthur Nicolas Lindsay Wood (født 29. marts 1875, død 1. juni 1939) var en britisk sejler, som deltog i OL 1908 i London.
Wood var besætningsmedlem på båden Cobweb, som Blair Cochrane var styrmand på, og som var et af de fem fartøjer i 8-meter klassen ved legene i 1908. Cobweb vandt de to første af tre sejladser og blev dermed sikker vinder. Svenske Vinga blev nummer to og britiske Sorais nummer tre. Med i Cobweb var desuden John Rhodes, Henry Sutton og Charles Campbell.
Wood var uddannet på Eton College og efterfulgte sin far som baronet i 1920. Han gjorde tjeneste i Northumberland Artillery og blev sheriff i County Durham i 1933. Han døde på en ferie i Skotland i 1939.